# Бар-Хадад II
Бар-Хадад II (Бен-Хадад II, Венадад II, Адад-Идри, Хадад-Эзер; арам. בר הדד, др.-евр. בן הדד‬; «сын Хадада»; убит в 842 до н. э.) — царь Арама в середине IX века до н. э. Участник битвы при Каркаре. Один из наиболее могущественных правителей Леванта своего времени.

## Биография

### Исторические источники

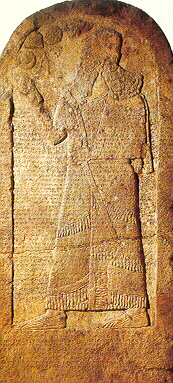
Монолит Салманасара III из Карха (Курха, ныне Учтепе-Хююк)

Исторические источники, повествующие о Бар-Хададе II, — Библия и ассирийские клинописные надписи.
В библейских текстах он упоминается в Третьей и Четвёртой книгах Царств, а также в книге Паралипоменон.
Ассирийские надписи в основном освещают военную деятельность Бар-Хадада II, связанную с походами царя Салманасара III в Левант в 850-х—840-х годах до н. э. Эти аккадские тексты созданы в то же время, что и описываемые в них события, или вскоре после них. Наиболее подробный из ассирийских источников — текст на монолите из Карха, повествующий о первых годах правления Салманасара III, в том числе о битве при Каркаре. Всего же это сражение упоминается в шести ассирийских надписях, свод которых известен под названием «Анналы Салманасара III».
Ещё одно свидетельство о Бар-Хададе II содержится в написанном по-арамейски тексте на стеле из Тель-Дана.

### Происхождение
Большинство историков считает Бар-Хадада II сыном и преемником царя арамейского Дамаска Бар-Хадада I.
Однако существуют также и другие мнения о родственных связях этих двух правителей. Согласно одному из них, основанному на существовании у арамеев традиции называть сыновей именем ближайшего родственника только в случае, если тот уже умер, Бар-Хадад II был внуком Бар-Хадада I, сыном неизвестного по имени лица, очень недолго правившего Арамом. Предполагается также, что упоминающиеся в 870-х и 850-х годах до н. э. правители Дамаска по имени Бар-Хадад могут быть одним человеком, однако это мнение следует считать необоснованным.

### Начало правления
Дата смерти царя Бар-Хадада I точно не известна, но он должен был скончаться не позднее начала 850-х годов до н. э., когда в источниках упоминается о новом царе Арама Бар-Хададе II.
Как правитель Арама Бар-Хадад II впервые упоминается в Библии в качестве врага царя Израиля Ахава во время очередной израильско-арамейской войны. Предположительно, причиной войны стало желание Бар-Хадада II положить конец завоеваниям израильского царя в Заиорданьи, которые несли угрозу благополучию Арама. Также, возможно, в случае успешной войны с Израилем на сторону Бар-Хадада II мог бы перейти и союзный Ахаву город Тир, контролировавший торговые пути, связывавшие Дамаск с городами Северной Сирии и Малой Азии. Во главе большого войска Бар-Хадад II разорил земли Израильского царства, сжёг Сихем и осадил столицу Ахава Самарию. Царь, также находившийся среди осаждённых, дошёл до полного отчаяния, соглашаясь в обмен на мир отдать правителю Дамаска все свои богатства, жён и детей. Однако один из пророков предрёк Ахаву, что Господь всё же дарует ему победу посредством сыновей военачальников. Царь велел собрать из них отборный отряд и выпустил его на врагов в то время, когда сирийцы менее всего этого ожидали и предавались в своём лагере пьянству. Сыновья военачальников опрокинули врагов, а остальное войско довершило разгром (3Цар. 20:1—21). Это была первая победа израильтян над арамеями со времён войн царей Давида и Хадад-Эзера.
Поражение в походе на Самарию показало неэффективность управления арамейским войском племенными вождями (по-библейски «царями»). Желая укрепить как войско, так и свою личную власть над подчинёнными ему землями, Бар-Хадад II провёл реорганизацию государственного управления. Все тридцать два «царя», подчинявшиеся правителю Дамаска, были лишены своих должностей, а вместо них управлять отдельными областями Арама были поставлены царские чиновники, упоминавшиеся в Библии под названием «областеначальники» (3Цар. 20:22—25). Эта реформа значительно повысила силу дамасского войска, позволив Бар-Хададу II вскоре стать наиболее могущественным правителем не только Леванта, но и окрестных земель.
Тем не менее, во время нового похода в Израильское царство, состоявшегося на следующий год после разгрома под Самарией, войско Бар-Хадада II снова потерпело поражение: несмотря на численное превосходство, арамеи были разбиты израильтянами в сражении вблизи Афека. Сам царь Дамаска бежал с поля боя, но попал в плен. Он был отпущен только после обещания возвратить Ахаву все города к востоку от Галаада, захваченные Бар-Хададом I у царя Омри, а также выделить израильским купцам в Дамаске место для фактории (1Цар. 20:26—34). Возможно, заключению такого не сильно обременительного для Арама договора способствовало начало в 858 году до н. э. экспансии нового правителя Ассирии Салманасара III в Левант и Финикию.
После этого, согласно Библии, израильтяне и дамаскцы три года жили в мире (3Цар. 22:1—2).

### Война с Ассирией

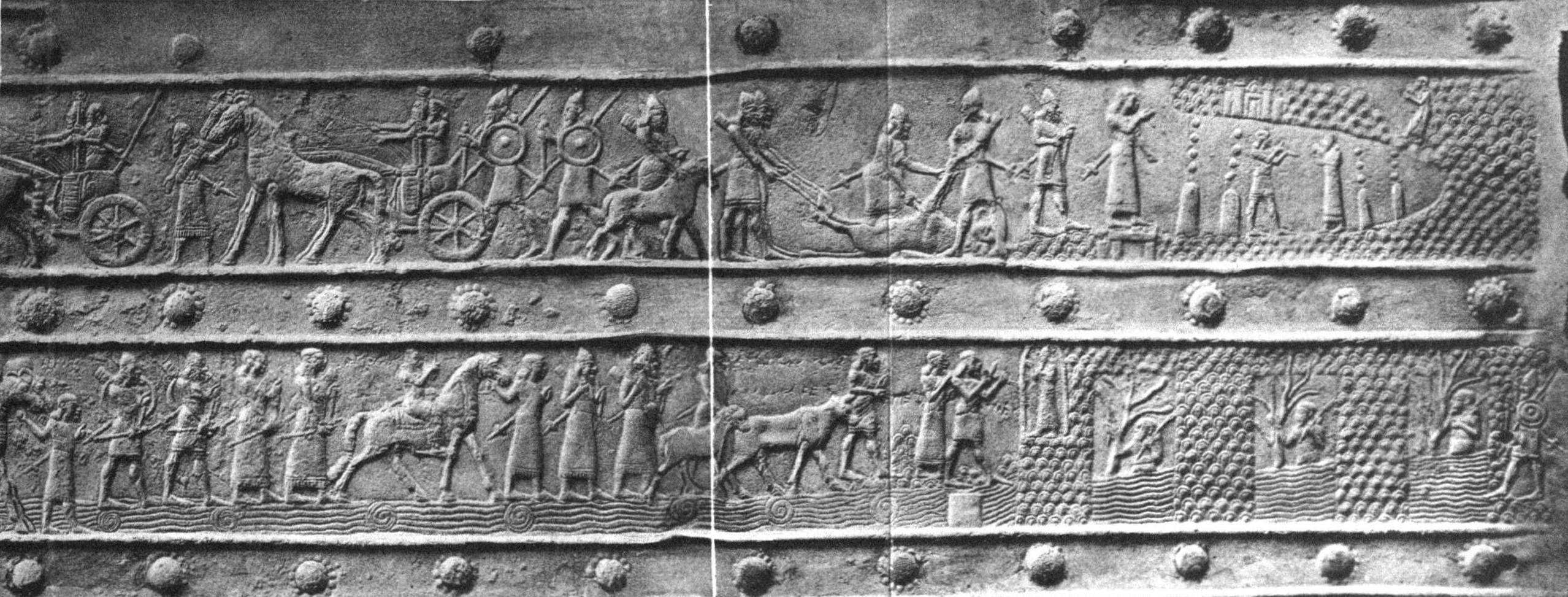
Военные действия ассирийской армии на рельефе с ворот из Балавата. IX век до н. э.

В ассирийских надписях сообщается, что в 853 году до н. э. Бар-Хадад II участвовал в войне с царём Ассирии Салманасаром III, уже несколько лет совершавшим завоевательные походы в Левант и Финикию. Отказавшись от разногласий, двенадцать правителей, включая, царя Хамата Ирхулени и царя Израиля Ахава, а также, вероятно, фараона Египта Осоркона II, заключили союз, наиболее важную роль в котором играл царь Дамаска Бар-Хадад II. В общей сложности, в созданном союзными царями объединённом войске было более 60 000 воинов, включая 40 000 пехотинцев, 2000 всадников на конях, 1000 всадников-арабов на верблюдах и 3940 боевых колесниц. Из них 1200 колесниц, 1200 всадников и 20 000 пехотинцев привёл Бар-Хадад II. В ассирийской армии же было примерно 35 000 воинов: 20 000 пехоты, 12 000 кавалерии и 1200 боевых колесниц. Однако, возможно, все эти числа преувеличены ассирийскими писцами с целью возвеличить масштаб деяний царя Салманасара III.
По свидетельству «Анналов Салманасара III», у селения Каркара, находившегося вблизи Оронта, произошла кровопролитная битва, победу в которой одержала ассирийская армия. В надписи на монолите из Карха сообщается о 14 000 погибших сирийцах, а также об огромной добыче, захваченной ассирийцами. Однако современные историки считают эти свидетельства явным преувеличением: если Салманасару III и удалось нанести своим врагам поражение в сражении, то масштаб этой победы был не столь грандиозен, как упоминается в ассирийских анналах. Предполагается даже, что, вопреки данным ассирийских источников, победу в битве при Каркаре могло одержать союзное войско. Во всяком случае, почти сразу же после сражения поход был прекращён, и ассирийское войско возвратилось на родину.
На основании изучения последующих событий, историки пришли к выводу, что после ухода ассирийского войска многие местные правители (например, цари Кархемиша и Арпада) отказались от подчинения верховной власти Салманасара III. Вероятно, большую роль в этом сыграли успешные военные действия возглавляемой Бар-Хададом II коалиции.

### Окончание правления

Левант около 830 года до н. э.

После избавления от ассирийской угрозы отношения между Бар-Хададом II и Ахавом снова обострились. Уже в 852 году до н. э. израильский царь в союзе с царём Иудеи Иосафатом попытался захватить принадлежавший Араму город Рамот-Гилеад, но во время сражения был убит стрелой. Оставшееся без своего военачальника израильское войско отступило (3Цар. 22:1-38; 2Пар. 18:28—34).
В 840-х годах до н. э. Салманасар III возобновил походы в Левант, и снова ведущую роль в сопротивлении ассирийской экспансии играл союз сирийских правителей, возглавлявшийся царями Бар-Хададом II и Ирхулени. Известно о походах ассирийцев в Сирию в 849, 848 и 845 годах до н. э. По свидетельству «Анналов Салманасара III», в этих сражениях с сирийцами ассирийская армия постоянно одерживала победы: например, в 845 году до н. э. войско в 120 000 воинов разгромило войско Бар-Хадада II и его союзников, правителя Хамата Ирхулени и «царей хеттов и морского побережья», а затем осаждало Дамаск. Однако эти данные, вероятно, не соответствуют действительности. Скорее всего, Салманасару III не удалось добиться каких-либо крупных успехов: на Дамаск и Хамат даже не была наложена дань.
Незадолго до 842 года до н. э. между Арамом и Израилем произошёл новый военный конфликт. Вероятно, его причиной стало желание Бар-Хадада II подчинить себе нового израильского царя Иорама, недавно потерпевшего поражение в войне с Моавом (4Цар. 5:2 и 6:8—23). Дамасское войско снова осадило израильскую столицу Самарию, вызвав среди её жителей сильный голод (в Библии упоминается даже о каннибализме среди осаждённых). Однако, согласно библейским текстам, по Божьему вмешательству царь арамеев будто бы уверовал, что к городу с большим войском идёт сам израильский царь и его союзники, хетты и египтяне. Этот слух поверг правителя арамеев в такой ужас, что он вместе со всем войском бежал от стен города (4Цар. 6:24—7:20).

### Смерть

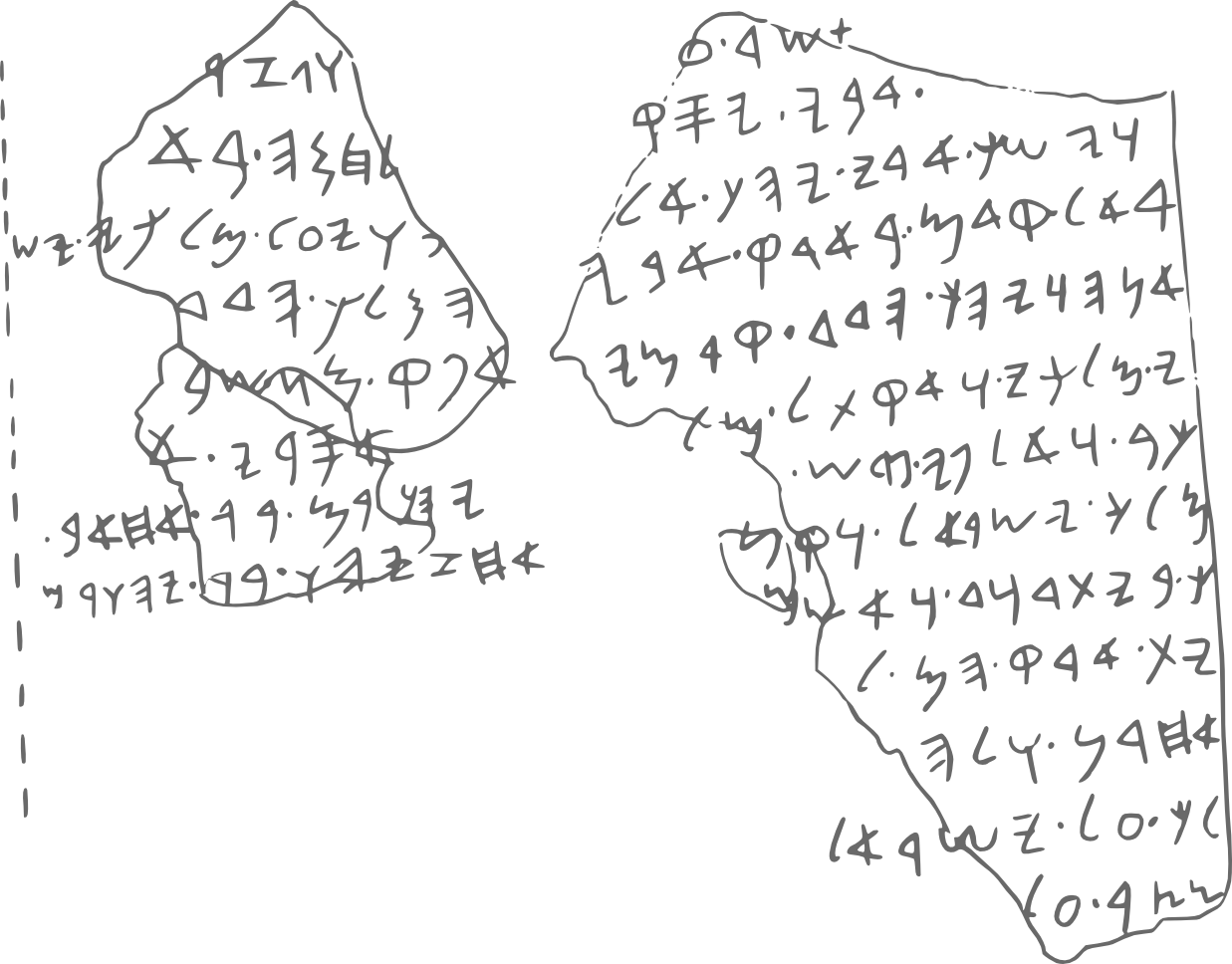
Стела Тель-Дана: фрагмент A справа, фрагменты B1 и B2 слева

Вероятно, поражение от израильтян вызвало недовольство среди приближённых Бар-Хадада II. Один из них, Азаил, в 842 году до н. э. ночью задушил болевшего тогда царя и провозгласил себя новым правителем Арама (4Цар. 8:7—15). Возможно, инициатором цареубийства был израильский пророк Елисей, заинтересованный в устранении врага своего народа. В Библии повествуется, что Елисей ещё при жизни Бар-Хадада II прибыл в Дамаск, где предсказал Азаилу его царскую будущность.
В ассирийских надписях и в «Иудейских древностях» Иосифа Флавия Азаил — человек простого происхождения и царский слуга. Ассирийские источники называли нового царя также узурпатором, «сыном неизвестно кого». Эти данные свидетельствуют, что Азаил, вероятно, не был родственником своего предшественника. Однако существует мнение, согласно которому новый правитель Дамаска мог быть сыном Бар-Хадада II. Об этом упоминается в надписи на стеле из Тель-Дана, сделанной по приказу самого Азаила. Однако является ли этот текст свидетельством реальных родственных связей между Бар-Хададом II и его преемником или только попыткой Азаила легитимизировать свою власть, полученную в результате цареубийства, — точно не известно.
После гибели Бар-Хадада II возглавлявшаяся им антиассирийская коалиция распалась: в самом конце 840-х годов каждое из царств Леванта уже боролось с экспансией Салманасара III поодиночке. Вероятно, что это было связано с тем большим влиянием, какое Бар-Хадад II имел на царей Сирии. Азаилу же не удалось сплотить вокруг себя сирийских правителей и так же успешно, как и его предшественнику, противостоять вторжениям ассирийцев.

## Комментарии
1. ↑  «[Бог] Хадад — помощник»[1].
2. ↑  В библейских текстах Бар-Хадад II упоминается под именем Бен-Хадад, а в ассирийских источниках под именем Адад-Идри (вероятно, тождественным арамейскому имени Хадад-Эзер). О том, почему между древнееврейским и аккадским вариантом написания имени этого царя Дамаска такая большая разница, среди историков идут дискуссии[5][6][7]. В том числе предполагается, что Бар-Хадад было тронным именем всех правителей Арама, а Хадад-Эзер (или Бен-Хадад-Эзер) — его личным именем[2][8], но это маловероятно[5].
3. ↑  Последнее событие из жизни Бар-Хадада I, которое может быть датировано, относится ко второй половине 870-х годов до н. э.[21] В качестве возможной приблизительной даты смерти Бар-Хадада I называется 870 год до н. э.[6]
4. ↑  Согласно Библии, в подчинении у Бар-Хадада II было 32 царя[5][20].
5. ↑  Высказывается предположение, что эти данные могут относиться к царям Бар-Хададу III и Иоасу[23], но это мнение не имеет достаточно надёжных оснований[5][6].